# Російсько-монгольський кордон
Російсько-монгольський кордон — сучасний державний кордон між Російською Федерацією та Монголією. Кордон простягається на південному заході Росії та північному заході Монголії, та майже повністю є сухопутним.

## Опис
Загальна протяжність кордону становить 3485 км, зокрема 2878,6 км сухопутного, 588,3 км річкового і 18,1 км озерного. За довжиною поступається тільки російсько-казахстанській і російсько-китайській ділянкам.
Сучасних обрисів кордон набув 29 грудня 1911 року, коли Монголія здобула незалежність від Цінської імперії. До цього він був частиною кордону між Російською та Цінською імперіями. Нині з Монголією межують чотири суб'єкти РФ: Республіка Алтай, Республіка Тува, Республіка Бурятія і Забайкальський край. Значна частина кордону проходить малонаселеною і важкодоступною місцевістю. Головними проблемами на російсько-монгольському кордоні, особливо на його тувинській ділянці, є викрадення худоби та контрабанда м'яса.

## Пункти пропуску
На кордоні діють десять автодорожніх і два залізничні пункти пропуску:
- з боку Республіки Алтай діє автомобільний пункт пропуску Ташанта;
- з боку Республіки Тува діють автомобільні пункти пропуску Шара-Сур, Цаган-Толгой, Хандагайти (Боршо);
- з боку Забайкальського краю діють автомобільний пункт пропуску Верхній Ульхун, а також автомобільний і залізничний пункт пропуску Соловйовськ;
- з боку Республіки Бурятія діють автомобільні пункти пропуску Монди та Кяхта, залізничний пункт пропуску Наушки.

## Прикордонні регіони

### Аймаки Монголії
- Баян-Улгий
- Увс
- Завхан
- Хувсгел
- Булган
- Селенге
- Хентій
- Дорнод

### Регіони Росії
- Республіка Алтай
- Республіка Тува
- Республіка Бурятія
- Забайкальський край